# بايكلورام
بايكلورام هو مركب عضوي مبيد للأعشاب يستخدم للسيطرة بصورة عامة على النباتات الخشبية، كما أنه يتحكم في مجموعة واسعة من الأعشاب عريضة الأوراق، إلا أن معظم الأعشاب مقاومة لللبايكلورام. مركب البايكلورام هو مشتق مكلور من حمض البيكولينيك، وينتمي إلى عائلة البيريدين من مبيدات الأعشاب.
يمكن رش البكلورام على أوراق الشجر أو حقنها في النباتات أو وضعها على الأسطح المقطوعة أو وضعها في قاعدة النبات حيث تتسرب إلى الجذور. بمجرد امتصاص أوراق الشجر أو الساق أو الجذور لها، ومن ثم ينتقل البايكلورام إلى جميع أنحاء النبات.
تُباع مبيدات الأعشاب التي تحتوي على مادة البايكلورام تحت أسماء تجارية متنوعة، فعلى سبيل المثال تبيع شركة دو للكيماويات بالولايات المتحدة الأمريكية مبيدات الأعشاب التي تحتوي علي مركبات البايكلورام تحت الاسم التجاري توردون.
قامت القوات الأمريكية خلال حرب فيتنام بالجمع بين مادة البيكلورام ومبيدات الأعشاب الأخرى لجعل العامل الأبيض (المتاح تجاريًا باسم توردون 101) والعامل البرتقالي المعزز، والذي سبق وأن طور الجيش البريطاني أبحاته أثناء طوارئ الملايو، ومن ثم قامت القوات الأمريكية برش كميات كبيرة من مبيدات الأعشاب هذه في المناطق التي اعتبروا أن الثبات طويل الأمد لهذه المركبات مطلوب فيها مثل الغابات الداخلية.